# Лунд, Камилла
Камилла Лунд (норв. Camilla Lund; род.12 ноября, 1994 года) — норвежская конькобежка; 3-кратная чемпионка Норвегии на отдельных дистанциях, многократная призёр чемпионата Норвегии.

## Биография
Камилла Лунд, родом из Мельхуса с раннего детства, будучи разносторонне развитой девушкой занималась гандболом, футболом, уличными танцами, балетом и дзюдо, но поняла, что ей нужен индивидуальный вид спорта, поэтому она начала кататься на коньках в возрасте 9-ти лет в Тронхейме при содействии её мамы Анны. Уже в декабре 2003 года приняла участие в первых забегах на 100 м и 300 м. В 4-м классе начальной школы стала заниматься конькобежным спортом под руководством её первого тренера Астрид Ворвик в клубе "Leinstrand Idrettslag".
В сезоне 2010/11 стала 2-й в многоборье на чемпионате Норвегии среди юниоров и дебютировала на взрослом чемпионате страны. В сезоне 2011/12 дебютировала на Кубке мира, а в 2014 году на юниорском чемпионате мира, где с партнёршами заняла лучшее 5-е место в командной гонке. В сезоне 2014/15 она переехала в Хамар и в 2015 году Камилла на чемпионате Норвегии дважды стала 3-й на дистанциях 3000 и 5000 м, и должна была дебютировать на чемпионате мира, но заболела и смотрела его с трибун. В 2016 году заняла 3-е место в многоборье и выиграла чемпионат Норвегии на дистанции 5000 м. 
В 2017 вновь стала первой в забеге на 5000 м и 2-й в многоборье, тогда же дебютировала на чемпионате мира в Хамаре, заняв последнее 24-е место в сумме многоборья. На чемпионате Европы в Коломне в 2018 году Камилла заняла 17-е место в беге на 1500 м и 7-е на дистанции 3000 м, а следом второй год подряд стала 2-й на чемпионате Норвегии в многоборье. 
На чемпионате мира в Амстердаме, заняла 16-е место в сумме многоборья. В 2019 году в третий раз выиграла чемпионат Норвегии на дистанции 5000 м и выиграла "бронзу" в многоборье. В сезоне 2019/20 она участвовала в основном на этапах кубка Норвегии. 1 июня 2020 года, в возрасте 25 лет Камилла Лунд объявила о завершении карьеры.

## Личная жизнь
Камилла Лунд окончила Норвежский университет естественных и технических наук в Тронхейме со степенью бакалавра в области преподавания. 